# Uidim-Reade
Uidim-Reade (em ge'ez: ወደም አራድ; romaniz.: Wedem Arad) foi imperador do Império Etíope de 1299 a 1314 e membro da dinastia salomônica. Era irmão de Iagba-Sion e sucedeu um de seus sobrinhos, Sabá Asgade. Ao ascender, desmantelou a jiade de Abu Abedalá. Mais adiante, em 1306, enviou uma embaixada à Europa buscando ajuda do "rei dos espanhóis", quiçá para obter apoio dos cristãos contra os muçulmanos.

## Reinado
Uidim-Reade era o filho mais novo de Iecuno-Amelaque e irmão de Iagba-Sion. Em 1299, sucedeu seu sobrinho Saba Asgade. Logo ao ascender, o xeique Abu Abedalá reuniu muitos seguidores e proclamou a jiade. O imperador enviou vários agentes ao campo inimigo e conseguiu convencer a maioria dos jiadistas a desertar. Sem apoio suficiente, Abu Abedalá foi forçado a acordou a paz, em troca dele "prover-lhes todas as suas necessidades até que estivessem totalmente satisfeitos". O historiador Taddesse Tamrat sugeriu que isso envolvia lhes dar terras para se assentar, e observa que na extremidade do território de Xoa existe a localidade de "Abedalá", que pode ser esse assentamento.

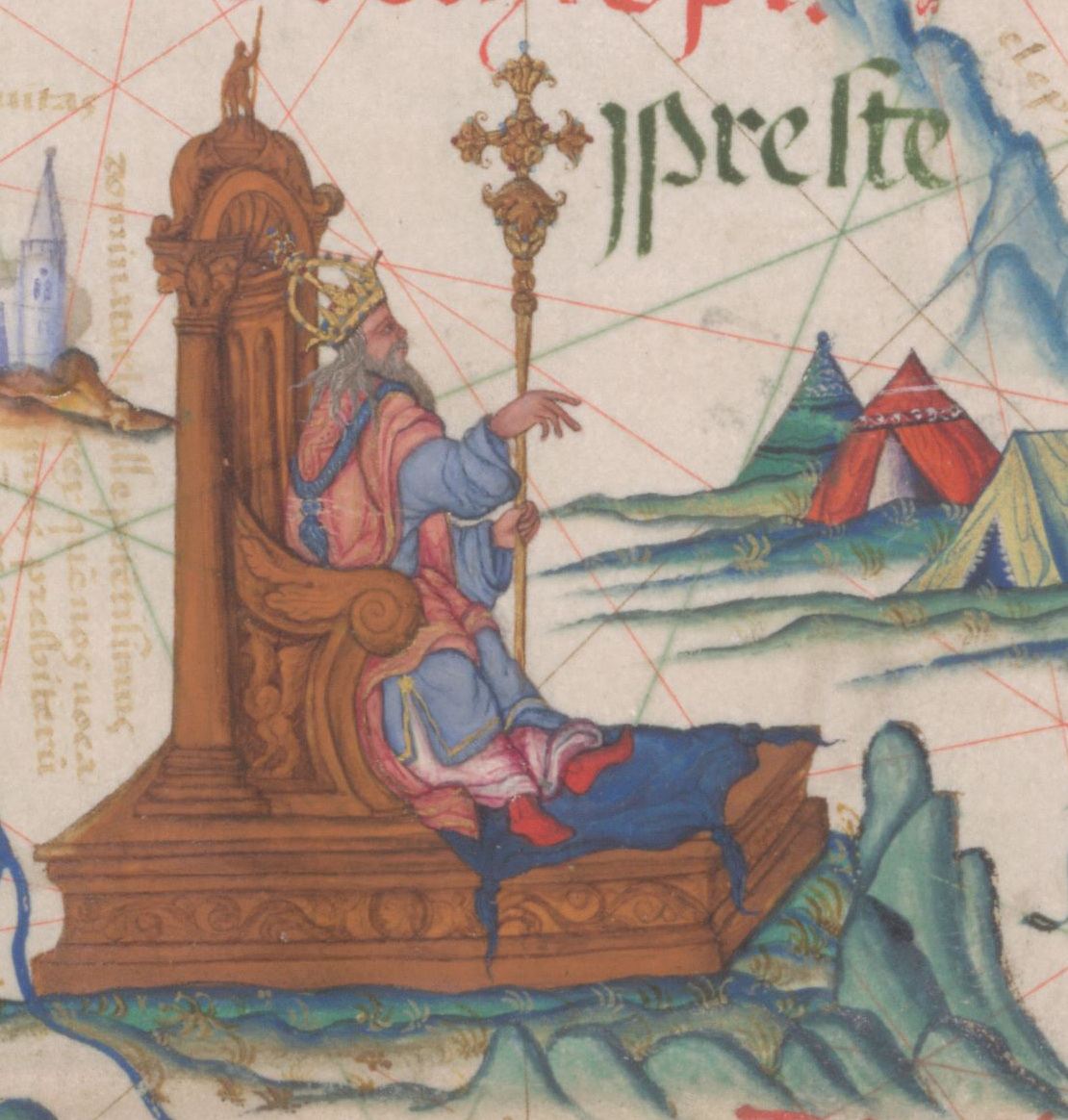
Preste João segundo Atlas da Rainha Maria

Em 1306, de acordo com o Suplemento das Crônicas (em latim: Supplementum Chronicarum) de Jacopo Filippo Foresti, Preste João, que reinava como patriarca com 127 arcebispos subordinados a ele, enviou 30 emissários ao rei da Espanha (Aragão ou Castela) e ofereceu ajuda contra os infiéis. Esse João foi identificado com Uidim-Reade, cuja política agressiva irritou seus vizinhos muçulmanos e o teria compelido a se aliar com os cristãos da Europa, que também combatiam infiéis no Mediterrâneo. Não se sabe se a missão chegou no seu destino, mas os emissários se reuniram com o papa Clemente IV (r. 1305–1314) em Avinhão antes de visitarem Roma e então irem a Gênova, onde ficaram alguns dias antes de voltar à Etiópia. Ali, foram entrevistados por João de Carignano, cujo relato não sobreviveu salvo a menção na obra de Foresti. Seja como for, é o primeiro texto que associa o lendário Preste João à Etiópia.
Em seu reinado, Uidim-Reade dedicou-se à consolidação da dinastia salomônica e a manutenção da paz interna no país. Para tanto, deve ter sido sob seu reinado que se impôs o preceito de recluir no alto do monte Guixém os membros masculinos da família real, à exceção do imperador e seus filhos, que era comumente sucedido pelo filho mais velho. Tal instituição diminuiu consideravelmente as disputas de sucessão, mas não as eliminou, uma vez que não impediu que o exército, a nobreza e o clero conspirassem em favor de algum dos encarcerados. Além disso, Uidim-Reade precisou lidar com os muçulmanos, em especial o Sultanato de Ifate, que ampliou seus domínios e zona de influência no Xoa Oriental. 
Segundo Alberto da Costa e Silva, no episódio de Abu Abedalá, o jiadista, que provavelmente era vassalo de Ifate, foi forçado a aceitar a paz não só pela ação do imperador, mas pela indisciplina dos pastores que compunham suas forças. Além disso, o acordo, segundo ele, atesta que Uidim-Reade não estava com poderio suficiente para resolver a contenda militarmente à época. Porém, a situação mudou ao longo dos anos e o imperador conduziu uma série de campanhas militares de consolidação para sul e oeste, que foram ajudadas pelo novo espírito de zelo e catequese difundido pelo renascimento monástico com Jesus Moa e Tacla Haimanote. George Wynn Brereton Huntingford especulou que o assentamento de Tegulete tornou-se sede da Etiópia pela primeira vez à época. Ao morrer em 1314, o trono passou para Ámeda-Sion I.